# Erik Solbakke Hansen
Erik Solbakke Hansen (12. november 1948 - 2. april 1997) var en dansk pyroman og drabsmand. Erik Solbakke Hansen blev blandt andet dømt for Hafnia-branden i 1973 på Hotel Hafnia i København, hvor 35 mennesker omkom. Han blev også dømt for i 1980 at have dræbt en 15-årig pige under et mislykket voldtægtsforsøg på Fanø. Året efter påsatte han angiveligt en serie brande i Helsingør. Ved en af brandene mistede en brandmand livet. En anden brand kostede livet for en 22-årig kvinde. 
Erik Solbakke Hansen var evnesvag i lettere grad. Brandene havde et seksuelt motiv. Mens han begik forbrydelserne var han indlagt på institutionen Følstrup; men kunne frit komme og gå. Drabet på Fanø skete under en udflugt med institutionen. 
Erik Solbakke Hansen blev fanget i 1985 efter en pyromanbrand på Hillerød Station. Efter anholdelsen tilstod han at have startet de mange brande, herunder på Hotel Hafnia. Han blev dømt til anbringelse i sikret afdeling for personer med vidtgående psykiske handicap og blev anbragt på den sikrede institution Kofoedsminde. Med 38 dødsofre er Solbakke Hansen den dansker, der er dømt for at have dræbt flest mennesker ved kriminalitet. I april 2020 udgav true-crime forfatteren Peer Kaae bogen "Den dømte mand", hvor han sår tvivl om, hvorvidt Erik Solbakke Hansen burde have været dømt for de påståede forhold, og i maj 2020 udgav TV2 ligeledes et tv-program, der stiller samme spørgsmål.